# Féniers
Féniers é uma comuna francesa na região administrativa da Nova Aquitânia, no departamento de Creuse. Estende-se por uma área de 14,33 km². Em 2010 a comuna tinha 94 habitantes (densidade: 6,6 hab./km²).